# Octavian Sava
Octavian Sava (n. 1 februarie 1928, București, Regatul României – d. 2 decembrie 2013, București, România), pe numele său real Octavian Segall, a fost un autor de texte umoristice, dramaturg, redactor, realizator TV și scenarist român.

## Biografie
S-a născut la 1 februarie 1928, în orașul București, Regatul României. Bunicul său era proprietar de cinematograf și importator de filme, iar tatăl său a fost o lungă perioadă directorul adjunct al Cinematografului Aro, actualmente Patria. S-a înscris în 1946 la Facultatea de Medicină, la dorința mamei sale. În perioada studenției a colaborat la Ora Tineretului și Ora Școalei și i s-a propus să devină redactor la radio. Octavian Sava a abandonat studiile medicale în 1949 și s-a angajat la Radio România Actualități. A absolvit mai târziu Facultatea de Litere și Filosofie a Universității din București, secția română-franceză.
Octavian Sava a realizat emisiuni de varietăți și teatru la Radio România Actualități și Televiziunea Română. Împreună cu Alexandru Otti a realizat primul serial radiofonic românesc, o adaptare după Tartarin din Tarascon de Alphonse Daudet care a avut premiera la 21 august 1951. A compus numeroase scheciuri, monologuri și cuplete muzical-umoristice pentru programele de Revelion de la TVR, iar criticul Călin Căliman îl considera un „umorist încercat”.
Octavian Sava a debutat ca scenarist la filmul Post restant (1962), colaborând apoi la filme ca În fiecare zi mi-e dor de tine (1988) și A doua cădere a Constantinopolului (1994).
A debutat ca scriitor cu Meteoritul de aur, publicat în 1955 în colecția „Povestiri științifico-fantastice” (editată de revista „Știință și tehnică”).
A murit pe 2 decembrie 2013, într-o discreție totală, după o suferință mai veche.

## Distincții
- Medalia Muncii (13 octombrie 1953) pentru contribuția sa la „munca de pregătire și desfășurare a celui de-al IV-lea Festival Mondial al Tineretului și Studenților pentru Pace și Prietenie⁠(d)”[4]
- Ordinul Muncii clasa a III-a (30 decembrie 1957) „cu prilejul aniversării a 10 ani de la proclamarea Republicii Populare Romîne, pentru merite deosebite în muncă”[5]

## Colaborări la spectacole
A colaborat la Teatrul de Revistă „Constantin Tănase”, Teatrul Evreiesc de Stat, Teatrul Național din Cluj, Teatrul Național „Mihai Eminescu” din Timișoara, fiind autorul libretelor musical-urilor:
- Tsunami la Boema
- Estera- muzica Marius Țeicu. Spectacolul a fost jucat la Teatrul Evreiesc de Stat, în regia lui Dominic Dembinski.
- Divanul persan – după Mihail Sadoveanu, muzica Marius Țeicu. Spectacolul a fost jucat în 2002 la Teatrul Național „Mihai Eminescu” din Timișoara, în regia lui Cezar Ghioca. Libretul la Divanul persian a fost distins cu Premiul Uniunii Compozitorilor.
- O premieră furtunoasă -  muzica Marius Țeicu. Spectacolul a avut premiera la 19 martie 2010 pe scena Teatrului de Revistă „Constantin Tănase”, în regia lui Cezar Ghioca. Marius Țeicu afirma despre acest libret următoarele: „«O premieră furtunoasă» este al patrulea musical la care am compus muzica pe libretele lui Octavian Sava și al doilea regizat de Cezar Ghioca, având cu amândoi o colaborare extraordinară. Trebuie să amintesc și colaborarea cu coregraful Cornel Popovici, ca de fiecare dată excepțională. Este un musical în care actorii interpretează la cote înalte partea de actorie, de dans și de cantat. Ei cantă live, realizând o performanță de excepție, pentru care merită toată admirația și prețuirea noastră”.
- Alo, mama, eu sunt la telefon! – monolog adaptat după romanul Mr. Muni al scriitorul israelian A.B Yehoshua. Spectacolul a fost jucat la Teatrul Evreiesc de Stat, în regia Mirelei Tentea și în interpretarea actriței Cristina Cârcei. (Tinerimea Română, 26 noiembrie 2011)

De asemenea, a colaborat la Radio Shalom România (JCC), unde a înregistrat în anul 2011 emisiunea serial Cazul Beilis, o adaptare radiofonicǎ în lectura autorului, regizată de Mirela Tentea.

## Scrieri
- Meteoritul de aur (nuvelă SF, București, 1955)
- Pisica din Baskerville (București, 1957) - în colaborare cu Andy Alexandru
- Nota zero la purtare (București, 1957) - piesă de teatru, în colaborare cu Virgil Stoenescu
- Inimă fierbinte (București, 1980) - piesă de teatru
- Dincolo de nori (București, 1981) - piesă de teatru
- Rămas-bun, tinerețe! (București, 1983) - piesă de teatru
- Destine și iubiri (Botoșani, 1984)
- Furtul secolului (Cluj Napoca, 1992)
- Val Vârtej și Vasul Fantomă (București, 2002)
- Cazul Beilis. Filmul unei nelegiuiri, 285 p. (Ed. Hasefer, București, 2005) - roman
- Comoara din templul reginei (nuvelă SF, continuare a nuvelei Meteoritul de aur) 2005
- Prințul rătăcitor George Bibescu, 284 p. (Ed. Coresi, București, 2010) - biografie romanțată
- Dacă Samson n-ar fi întâlnit-o pe Dalila, CPSF Anticipația (Editura Nemira), nr. 9 (iulie 2013)

## Filmografie

### Scenarist
- Post restant (1962)
- Aventurile echipajului Val-Vîrtej
- Doi băieți ca pîinea caldă (1965)
- Inimă fierbinte (1980)
- Dincolo de nori (1981)
- În fiecare zi mi-e dor de tine (1988)
- Va fi cândva un Oscar (Cabaret Revelion '92, TVR, 1991)
- Invitație la Carnaval (Cabaret Revelion '93 TV, 1992)
- A doua cădere a Constantinopolului (1994)

### Regizor
- Avocatul (1976)
- La un restaurant de lux (1994)

### Realizator
- Rochița mea (film TV, 1971)
- Originea și evoluția vehiculelor (film TV, 1973)
- Primarul activ (film TV, 1976)
- Domnișoara cântă blues (film TV, 1992)

## Scheciuri umoristice

### Scriitor
- Recomandări (film TV, 1971)
- Bufetul „La Senat” (film TV, 1973)
- Primarul activ (film TV, 1976)
- Avântul liftulețului (film TV, 1979)
- Saramura (film TV, 1979)
- Cum ne-ar vrea bărbații?! (film TV, 1982)
- Danga langa (film TV, 1988)

### Director de producție
- Bufetul „La Senat” (film TV, 1973)